# تارن وودر
تارن وودر (انگلیسی: Taryn Woods؛ زادهٔ ۱۲ اوت ۱۹۷۵) بازیکن زن واترپلو اهل استرالیا بود.
وی در مسابقات کشوری و بین‌المللی در مجموع برندهٔ ۲ مدال طلا شده‌است.